# Natalia Lobo
Natalia Castiglione Sarraute, más conocida por su nombre artístico Natalia Lobo (Azul, 17 de octubre de 1968) es una actriz, cantante y modelo argentina.

## Carrera
Comenzó actuando en ficciones como Son de diez y Mi cuñado. En 1994 lanzó su álbum Natalia Lobo, siendo su debut como cantante. En 1995 logró popularidad como la villana Ginette en la telenovela Chiquititas, protagonizada por Romina Yan y Gabriel Corrado. Continuó actuando en Sueltos, Señoras y señores, y protagonizó La mujer del presidente, junto a Ricardo Darín, en el canal Telefé.
En 2002, el actor y director estadounidense Robert Duvall la eligió para su película, Assassination Tango.
En los siguientes años formó parte de los elencos de Ilusiones, Infieles, Tres son multitud, Amor en custodia, Botines, El tiempo no para y
Se dice amor.
Entre 2009 y 2010 coprotagonizó la telenovela Herencia de amor.
En 2011 protagonizó Recordando el show de Alejandro Molina.
En 2011 protagonizó un episodio del unitario Maltratadas, y participó de la serie televisiva El hombre de tu vida, protagonizado por Guillermo Francella y dirigido por Juan José Campanella.
En 2013 fue la villana de la telecomedia musical de Telefé, Qitapenas.
Al año siguiente integró el elenco de la comedia Somos familia, protagonizada por Gustavo Bermúdez y Ana María Orozco.
Actuó en obras de teatro como The Rocky Horror Show, Te quiero, sos perfecto... cambiá, 'Ella en mi cabeza, Mujeres bonitas, Conversaciones después de un entierro.
En cine participó en Apariencias (2000), Diarios de motocicleta (2004) y La despedida, siendo este su primer protagónico en la pantalla grande.

## Televisión
| Televisión | Televisión                             | Televisión                                    | Televisión          |
| Año        | Título                                 | Personaje                                     | Canal               |
| ---------- | -------------------------------------- | --------------------------------------------- | ------------------- |
| 1993       | Son de diez                            | Mina                                          | Canal 13            |
| 1994       | Mi cuñado                              |                                               | Telefé              |
| 1995       | Chiquititas                            | Ginette Monier                                | Telefé              |
| 1995       | Nico                                   | varios                                        | Telefé              |
| 1996       | Sueltos                                |                                               | Canal 13            |
| 1997       | Poliladron                             | Viviana                                       | Canal 13            |
| 1997       | Señoras y señores                      | Raquel                                        | Canal 13/América TV |
| 1998       | La mujer del presidente                | Adriana                                       | Telefé              |
| 2000-2001  | Ilusiones compartidas                  | Elsa                                          | Canal 13            |
| 2003       | Infieles                               | Episodio: "La ventana indiscreta"             | Canal 9             |
| 2003       | Hospital público                       | Dra. Florencia Lozano                         | América TV          |
| 2003       | Tres son multitud                      | Silvia                                        | Telecinco           |
| 2003       | Mujeres en rojo: Pasión                | Episodio: "Rojo pasión"                       | Telefé              |
| 2004       | Quinto mandamiento                     | Clo                                           | América TV          |
| 2005       | Amor en custodia                       | Sandra                                        | Telefé              |
| 2005       | Paraíso rock                           | Lourdes                                       | Canal 9             |
| 2005       | Botines                                | Episodio: "Un millón y medio de razones"      | Canal 13            |
| 2005       | Conflictos en red                      | Paula                                         | Telefé              |
| 2003       | Se dice amor                           | Ivana                                         | Telefé              |
| 2006       | El tiempo no para                      | Silvina                                       | Canal 9             |
| 2009-2010  | Herencia de amor                       | Morena                                        | Telefé              |
| 2010       | Epitafios                              | Dra. Gabriela Fridman                         | HBO                 |
| 2010       | Alguien que me quiera                  | Carola                                        | Canal 13            |
| 2011       | Recordando el show de Alejandro Molina | Beatriz Sarli                                 | Canal 7             |
| 2011       | El hombre de tu vida                   | Luz Mendía                                    | Telefé              |
| 2011       | Maltratadas                            | Episodio: "La invitada"                       | América TV          |
| 2012       | Historias de corazón                   | Episodio: "El deseo de ser mamá"              | Telefé              |
| 2013       | Qitapenas                              | Ángela Jones                                  | Telefé              |
| 2014       | Somos familia                          | Flavia Carlucci                               | Telefé              |
| 2014       | Tu cara me suena 2                     | «Chicago» (imitación)/ participación especial | Telefé              |
| 2015       | Entre caníbales                        | Teresa Lemos Arenal                           | Telefé              |
| 2015       | El mal menor                           | Virginia                                      | Canal 7             |
| 2017       | Golpe al corazón                       | Nancy                                         | Telefé              |
| 2018       | Generaciones                           | Patricia                                      | El Trece            |
| 2019       | Tu parte del trato                     | Carmela                                       | Canal 13            |

## Cine
| 2000 | Apariencias                       |
| 2002 | Assassination Tango               |
| 2003 | Pasión                            |
| 2004 | Diarios de motocicleta            |
| 2012 | Apaixonado por minha melhor amiga |
| 2012 | La despedida                      |
| 2019 | Punto muerto                      |

## Teatro
| 1993      | Son de Diez                           |
| 1995      | The Rocky Horror Show                 |
| 2004-2005 | Te quiero, sos perfecto, cambiá       |
| 2004      | Ella en mi cabeza                     |
| 2007-2008 | Mujeres bonitas                       |
| 2008-2009 | Conversaciones después de un entierro |
| 2011      | Mujeres bonitas                       |
| 2012      | Te quiero, sos perfecto... ¡cambiá!   |
| 2017      | Red carpet                            |
| 2018-2019 | Madre coraje                          |

## Discografía
- Natalia Lobo (PolyGram, 1994).

Lista de temas
1. La nostalgia
2. Mi corazón pertenece a papi
3. Camino de fuego
4. No hizo falta más
5. Peligrosa
6. Todo está bien
7. Estoy perdida
8. Diez minutos más
9. Háblame de él

## Premios
| Año  | Premio         | Categoría                   | Trabajo nominado                  | Resultado |
| ---- | -------------- | --------------------------- | --------------------------------- | --------- |
| 2011 | Premios Clarín | Actriz revelación en teatro | Te quiero, sos perfecto... cambiá | Nominada  |

## Vida privada
Natalia es fruto del romance entre una estudiante de bellas artes (de apellido Castiglione) y un pintor y músico azuleño (Jorge Sarraute, n. 1945).
En los años noventa, Natalia Lobo vivió en pareja con el empresario Alan Faena (n. 1963) durante cinco años.
Se cansó del supuesto «glamour» y se separó.
Desde 2000 hasta el 2016 convivió con Pablo Pirillo (profesor de yoga), con quien tuvieron a su hijo Inti (n. 2002).